# Place du Calvaire
Place du Calvaire (náměstí Kalvárie) je náměstí v Paříži. Nachází se na Montmartru v 18. obvodu.

## Poloha
Place du Calvaire je malé náměstí mezi ulicemi Rue du Calvaire na východě a Rue Poulbot na západě.

## Historie
Náměstí vzniklo spojením z bývalého Place Sainte-Marie a části ulice Rue Poulbot. Název je odvozen od sousoší Kalvárie, které se nacházelo na vrcholku kopce Montmartre.